# Lidia Popiel
Lidia Popiel, właśc. Lidia Małgorzata Linda (ur. 18 stycznia 1959) – polska fotografka, modelka.

## Życiorys
Początki jej kariery sięgają 1976 – została zauważona i zaproszona przez jednego z fotografików mody do Centrum Wzornictwa Przemysłowego, gdzie zrobiono jej kilka zdjęć, dzięki czemu zaczęła pracować jako modelka. Pracowała m.in. dla domu mody „Moda Polska”. Pod koniec lat 70. na kilka miesięcy wyjechała pracować jako modelka do Paryża.
Na początku lat 80. zrezygnowała z kariery modelki na rzecz fotografii. Zawodowo fotografią zajmuje się od 1985, wykonała zdjęcia m.in. dla „Zwierciadła”, „Pani”, „Sukcesu”. W 1990 stworzyła zdjęcie okładkowe do albumu Zawsze tam – gdzie ty Lady Pank. Wykłada na wydziale fotografii w Warszawskiej Szkole Filmowej. Jest redaktorką naczelną magazynu „Fine Life”. 
Działa w fundacji „Polska jest kobietą”. Jest przewodniczącą rady sygnatariuszy w Partii Kobiet. Jest również dziennikarką Polsat Café.
Pomimo że karierę modelki zakończyła w latach 80., do dzisiaj można ją zobaczyć okazjonalnie na wybiegach.
W 2007 prezydent miasta Gdańsk nadał Lidii Popiel tytuł Ambasadora Bursztynu 2008/2009. W 2009 została umieszczona w 12. rankingu Najbardziej Wpływowych Kobiet w Polsce. Ranking ogłosił magazyn ekonomiczny „Home&Market”.

## Życie prywatne
Była żona malarza Witolda Popiela. Żona Bogusława Lindy, z którym ma córkę Aleksandrę (ur. 1992).

## Filmografia
- 1987: Jedenaste przykazanie
- 1988–1990: W labiryncie jako Tamara
- 1991: Kroll jako Angela